# Брайант, Эшли
Эшли Брайант (англ. Ashley Bryant; род. 17 мая 1991, Хаммерсмит, Большой Лондон) — британский легкоатлет, специалист по многоборьям. Выступает за сборные Великобритании и Англии по лёгкой атлетике с 2010 года, серебряный призёр Игр Содружества в Глазго в десятиборье, победитель и призёр первенств национального значения, участник ряда крупных международных стартов, в том числе чемпионата мира в Лондоне.

## Биография
Эшли Брайант родился 17 мая 1991 года в Хаммерсмите, Лондон.
Проходил подготовку в Итоне в местном легкоатлетическом клубе Windsor, Slough, Eton and Hounslow. Был подопечным тренера Астона Мура.
Впервые заявил о себе в лёгкой атлетике на международном уровне в сезоне 2010 года, когда вошёл в состав британской национальной сборной и выступил на юниорском мировом первенстве в Монктоне, где в программе десятиборья с результатом в 6975 очков занял итоговое 16-е место.
Будучи студентом, в 2011 году представлял страну на летней Универсиаде в Шэньчжэне — стал пятым в десятиборье, тогда как в эстафете 4 × 100 метров не смог преодолеть предварительный квалификационный этап.
В 2012 году в десятиборье занял 12-е место на международных соревнованиях Hypo-Meeting в Австрии и на чемпионате Европы в Хельсинки.
На молодёжном европейском первенстве 2013 года в Тампере стал четвёртым. Был заявлен на чемпионат мира в Москве, однако в итоге на старт здесь не вышел.
В 2014 году побывал на Играх Содружества в Глазго, откуда привёз награду серебряного достоинства, выигранную в десятиборье — уступил только канадцу Дамиану Уорнеру. Позже отметился выступлением на чемпионате Европы в Цюрихе.
В 2016 году с результатом в 8040 очков стал пятым на чемпионате Европы в Амстердаме.
В 2017 году в семиборье был девятым на чемпионате Европы в помещении в Белграде, в десятиборье занял 11-е место на домашнем чемпионате мира в Лондоне.